# كونوسفاناديجا
كونوسفاناديجا، (بالإنجليزية: Gonnosfanadiga)‏، (سردينيا: Gonnos-Fanàdiga)، هي بلدية في جزيرة سردينيا، في مقاطعة جنوب سردينيا، إيطاليا. وهي تقع بين سهل Medio Campidano إلى الشمال الشرقي ومدينة مونت ليناس الصخرية في الجنوب الغربي.

## السكان
في سنة 1861 بلغ عدد السكان 3٬573 نسمة، وتطور العدد ليصل في سنة 2011 لـ 6٬702 نسمة.
يظهر هذا المخطط البياني تطور النمو السكاني لـ كونوسفاناديجا